# Kungsbackafjorden
Kungsbackafjorden este o arie protejată (arie specială de conservare — SAC, sit de importanță comunitară — SCI, arie de protecție specială avifaunistică — SPA) din Suedia întinsă pe o suprafață de 7.862,9 ha, integral pe uscat.

## Localizare
Centrul sitului Kungsbackafjorden este situat la coordonatele 57°23′06″N 12°02′25″E / 57.3849°N 12.0403°E.

## Înființare
Situl Kungsbackafjorden a fost declarat sit de importanță comunitară în decembrie 1995 pentru a proteja 1 specie de plante și 14 specii de animale. Alte tipuri de protecție:
- arie de protecție specială avifaunistică (în iulie 2000)[2]
- arie specială de conservare (în martie 2011)[1][3][4]

## Biodiversitate
Situată în ecoregiunile continentală și marină Atlantică, aria protejată conține 16 habitate naturale: Salicornia și alte specii anuale care populează regiunile mlăștinoase și nisipoase, Roci stâncoase cu vegetație pionieră de Sedo-Scleranthion sau Sedo albi-Veronicion dillenii, Păduri acidofile de stejar bătrân cu Quercus robur pe câmpii nisipoase, Pășuni atlantice udate de apa mării (Glauco-Puccinellietalia maritimae), Faleze cu vegetație de pe coastele atlantice și baltice, Pășuni din zone de pădure fino-scandinave, Vegetație anuală la limita mareei, Păduri de stejar sau de stejar și carpen sub-atlantice și medio-europene de Carpinion betuli, Pajiști umede nord-atlantice cu Erica tetralix, Vegetație perenă pe țărmurile stâncoase, Mlaștini turboase de tranziție și turbării mișcătoare, Formațiuni ierboase bogate în specii de Nardus, dezvoltate pe substraturi silicioase în zone montane (și în zone submontane, în Europa continentală), Pajiști uscate europene, Formațiuni de Juniperus communis pe lande sau pajiști calcaroase, Recifuri, Estuare.
La baza desemnării sitului se află mai multe specii protejate:
- plante (1): Buxbaumia viridis
- păsări (12): Calidris alpina schinzii, erete de stuf (Circus aeruginosus), erete vânăt (Circus cyaneus), lebădă de iarnă (Cygnus cygnus), sitar de mal nordic (Limosa lapponica), ferestraș mic (Mergus albellus), vultur pescar (Pandion haliaetus), bătăuș (Philomachus pugnax), ploier auriu (Pluvialis apricaria), chiră de baltă (Sterna hirundo), chiră de mare (Sterna sandvicensis), fluierar de mlaștină (Tringa glareola)
- mamifere (1): focă obișnuită (Phoca vitulina)
- pești (1): somonul (Salmo salar)